# Rhyncopharynx paradoxa
Rhyncopharynx paradoxa är en plattmaskart. Rhyncopharynx paradoxa ingår i släktet Rhyncopharynx och familjen Accacoeliidae. Inga underarter finns listade i Catalogue of Life.